# Enjuiciamiento: El Caso McMartin
Enjuiciamiento: El Caso McMartin (título original: Indictment: The McMartin Trial) es una película para televisión de Mick Jackson con James Woods como protagonista, que se transmitió originalmente en HBO el 20 de mayo de 1995. Se basa en la historia real del juicio en contra del preescolar McMartin. 

## Argumento
El abogado de la defensa Danny Davis defiende en California a una familia estadounidense de promedio, los Buckey, que dirige un parvulario y que posteriormente está en detención preventiva a causa de impactantes denuncias de abuso de menores y rituales satánicos, que presuntamente han hecho. En total hay 400 casos al respecto contra ellos y la prensa de antemano los condena describiendo lo ocurrido como un tremendo éscándalo. Se decide mantenerlos en detención hasta el juicio, algo insólito en el estado, ya que solo se hace eso en casos de asesinato. 
En los siguientes años el abogado descubre con sus pesquisas respecto al caso que hay muchas incongruencias, mientras se desata una histeria en la nación por el caso que tiene cobertura nacional, que lleva a una ola de denuncias injustificadas y al acoso de otros parvularios. Al final todo resulta ser un acontecimiento similar a una caza de brujas, que empezó con un hecho real de abuso de un niño y que fue luego desatado por el interrogatorio sugestivo de antemano de la psicoterapeuta incompetente, ambiciosa y vanagloriosa Kee McFarlane, responsable del niño y luego de los demás niños, la actuación irresponsable del reportero Wayne Satz, que informó como primero del asunto y que tenía una relación amorosa con ella, lo que despertó la vanagloria en ella, una fiscalía fanática dirigida por Lael Rubin que incluso reclutó a un presidiario que cometió perjurio en provecho suyo para la fiscalía y, por último, una reacción histérica y en parte también violenta por parte de la población al respecto que también prolongó el asunto irracionalmente con sus acciones.
Por ello, después de seis años y 16 millones de dólares de gastos, el juicio termina con la eliminación de todos los cargos. Un último juicio contra Ray Buckey por 9 cargos también acabó de la misma manera. Sin embargo los acontecimientos también dejaron muchas vidas destruidas, incluida la de los niños, a quien la psicoterapeuta, con su interrogatorio sugestivo sin tener pruebas de abusos, les implantó recuerdos, que nunca ocurrieron. Por el camino se descubre también, que el niño, que fue abusado, lo que desató el caso, fue, en realidad, probablemente abusado por su padre y que, a causa de lo ocurrido, no recibirá castigo por lo que hizo mientras que su madre, que empezó con la denuncia y que estaba enferma mentalmente, acaba muerta por alcoholismo, porque Lael Rubin no quiso darle la correspondiente atención que necesitaba, ya que entonces eso hubiese salido y dañado el caso.

## Reparto
- James Woods - Danny Davis
- Mercedes Ruehl - Lael Rubin
- Lolita Davidovitch - Kee MacFarlane
- Henry Thomas - Ray Buckey
- Sada Thompson - Virginia McMartin
- Shirley Knight - Peggy Buckey
- Mark Blum - Wayne Satz
- Richard Bradford - Ira Reiner
- James Cromwell - Juez Pounders
- Chelsea Field - Christine Johnson

## Producción
Oliver Stone en persona se encargó como productor de que se plasmase la historia real del juicio en la pequeña pantalla. La película se filmó en Los Ángeles y la banda sonora instrumental está compuesta por Peter Rodgers Melnick

## Recepción
John J. O'Connor, escribió para The New York Times:
"Este es un retrato de la histeria colectiva, alimentada por el pánico de los padres, exceso de celo de los fiscales, muestra irresponsable habla y la prensa sensacionalista fuera de control..." ¿Es “Enjuiciamiento” equilibrada? ¿Es justo al otro lado? No. Como El Sr. [Abby] Mann dice: "¿Qué otro lado?" Míralo, y tiemblan. 
También escribe para The New York Times, Mydans Seth dijo:
"La película no tiene ninguna pretensión de objetividad: Hay chicos buenos de la saga McMartin, y hay chicos muy, muy malos..." Y añade "Tampoco la película trata de examinar las cuestiones difíciles. Es un drama, no tanto sobre el doloroso proceso de evaluación de los cuentos infantiles de abuso o sobre el miedo y la culpa de sus padres se sienten, sino de la destrucción de un sistema fuera de control."
Según El País esta película de tema escabroso producida por Oliver Stone es un drama judicial lleno de realismo y acertado.

## Impacto
La película se cita como un hito en el cambio de ideas sobre el abuso ritual satánico en los Estados Unidos, la refundición Ray Buckey como víctima de una conspiración histérica en lugar de un abusador de niños. 